# In alto loco
L'espressione latina In alto loco, tradotta letteralmente, significa in luogo alto.
In senso generale l'espressione serve ad indicare "il luogo dove si comanda", la stanza dei bottoni.

Modi di dire basati su questa espressione sono, tra gli altri, cercare contatti in alto loco, avere protettori in alto loco, le sue malefatte sono nascoste in alto loco, cercare favori in alto loco, etc.